# 인투 더 스톰 (2014년 영화)
인투 더 스톰(영어: Into the Storm)은 미국의 재난 영화이다. 2014년 8월에 개봉되었다.

## 줄거리
한 고등학생이 차 안에서 친구들과 함께 영상을 찍고 있는 것으로 영화가 시작된다. 토네이도를 발견하고, 남학생은 토네이도를 찍기 위해 차 밖으로 나간다. 여학생은 말리지만, 남학생은 여학생을 무시하고 영상을 찍는다. 토네이도가 가까이 다가오고 남학생은 다급히 차에 타지만, 토네이도가 일행의 차를 덮치고 학생들은 사망한다.
실버턴의 고등학교 교감 선생인 게리 풀러는 졸업식을 앞두고 자신의 두 아들에게 타임 캡슐을 만들 것을 제안한다. 한편, 스톰 체이서인 피트 무어는 거의 1년 동안 토네이도 영상을 찍지 못 해 걱정한다. 피트는 팀원인 앨리슨의 말에 따라, 다음 토네이도가 올 것으로 추정되는 실버턴으로 향한다. 하지만 실버턴으로 오던 토네이도는 위력이 약해지고, 피트는 화를 내며 앨리슨을 해고하려 한다. 그때 우박이 내리기 시작하고, 토네이도의 위력이 다시 강해진다. 팀원들은 빨리 차에 탑승해 토네이도를 추격하고, 토네이도가 지날 것으로 추정되는 위치에 타이터스를 고정시키지만, 토네이도가 방향을 급선회해 학교로 향한다.
교감은 토네이도를 대비해 졸업식을 연기할 것을 부탁하지만, 교장은 요청을 거절한다. 졸업식 도중, 토네이도 경보 사이렌이 울리기 시작하고, 졸업식 인원들은 학교로 대피한다. 한편, 게리의 아들 중 연상인 도니는 케이틀린의 진학 보고서를 도와주기 위해 폐지 공장으로 영상을 찍으러 간다. 토네이도가 멎고 게리는 아들 중 연하인 트레이의 휴대전화를 이용해 도니에게 전화를 걸지만, 신호가 잡히지 않아 끊긴다. 전화가 끊긴 후, 도니는 케이틀린과 영상 촬영을 계속한다. 그때 토네이도가 건물을 덮치고, 둘은 가까스로 구덩이 밑에 숨지만, 잔해로 인해 구덩이에 갇히게 된다.
게리는 트레이에게서 도니가 있는 곳을 알게 되고, 폐지 공장으로 향한다. 게리는 가던 도중 촬영팀을 만나고, 또 한 번의 토네이도를 겪는다. 앨리슨이 토네이도에 빨려들어갈 뻔 하지만, 게리의 도움으로 목숨을 건진다. 게리와 트레이는 차가 망가져 촬영팀과 함께 이동하기로 한다. 촬영팀 중 촬영 담당이었던 제이콥은 무섭다며 촬영을 끝내고 싶어 하지만, 피트와 대릴의 강요로 어쩔 수 없이 따라간다. 제이콥은 동료의 만류에도 불구하고 불과 토네이도가 만난 화염 토네이도를 가까이서 촬영하다 토네이도에 빨려들어가고, 그와중에도 촬영만을 고집하는 피트를 앨리슨이 구박한다.
한편 구덩이에 갇힌 도니와 케이틀린은 게리의 음성 사서함으로 구조 요청을 보낸다. 물이 높게 차오르자 둘은 도니의 카메라로 작별 인사를 남긴다. 게리는 가까스로 둘이 있는 폐지 공장에 도착하고, 둘을 구해낸다. 이 때도 피트는 둘에게 영상을 찍었냐며 물어보며, 촬영을 고집한다. 그때 두 토네이도가 합쳐져 풍속 450km의 거대 토네이도가 만들어지고, 일행은 학생들이 대피한 고등학교가 안전하지 않을 거라 생각해 학교에 가서 이 사실을 알린다. 교장은 학교가 대피소라며 요구를 거절하지만, 일행에 토네이도 전문가가 속해 있다는 것을 알고, 학생들과 일행을 스쿨버스에 태워 대피시킨다.
하지만 전신주가 도로 위에 무너져 일행이 탄 버스는 지나갈 수 없게 되고, 맨홀을 통해 근처에 있던 하수구로 도망친다. 토네이도로 인해 바깥과 연결된 구멍이 뚫리고 위험에 처했을 때, 피트는 다른 일행에게 영상 녹화본을 주며 미래에 피해자들이 생기는 것을 막기 위한 것이라며 당부한다. 이 때 앨리슨은 피트가 단순한 욕심으로 촬영에 집착하는 것이 아니었음을 깨닫는다. 피트는 밖으로 나가 타이터스로 직접 구멍을 막는다. 하지만 강한 태풍에 타이터스는 날아가고, 피트는 추락해 사망한다. 이윽고 거대 토네이도가 멎고, 일행은 목숨을 부지한다. 일행이 겪은 일에 대해 인터뷰하는 장면으로 영화는 끝난다.

## 출연
- 리처드 아미티지 - 게리 모리스 역, 실버톤 고등학교 교감
- 세라 웨인 캘리스 - 앨리슨 스톤 역, 기상학자
- 맷 월시 - 피트 무어 역, 다큐멘터리 영상 제작자
- 얼리샤 데브넘케리 - 케이틀린 존슨 역, 실버톤 고등학교 학생
- 알렌 에스카페타 - 대릴 칼리 역, 촬영가
- 제러미 섬프터 - 제이컵 호지스 역, 촬영가
- 네이선 크레스 - 트레이 풀러 역, 실버톤 고등학교 학생
- 맥스 디컨 - 도니 풀러 역, 실버톤 고등학교 학생
- 카일 데이비스 - 동크 역, 유튜버
- 존 리프 - 리비스 역, 유튜버
- 스콧 로런스 - 교장 역, 실버톤 고등학교 교장

## 개발

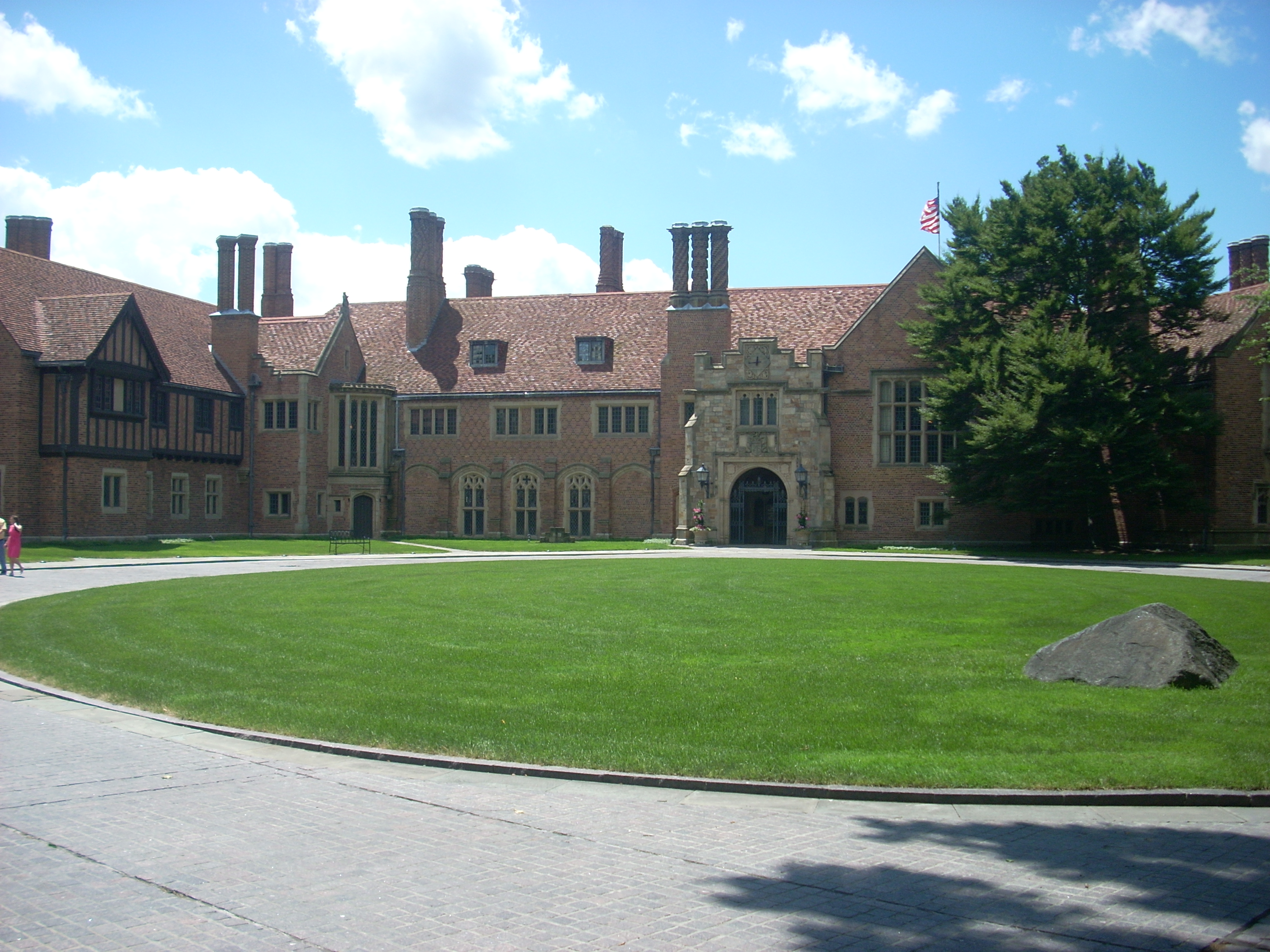
영화 촬영 장소 중 하나였던 오클랜드 대학교

2011년 10월 28일에 데드라인 할리우드는, 뉴 라인 시네마가 존 스웨트넘이 작성한 자연 재해 영화 대본을 샀다는 것과 토드 가너의 브로큰 로드 프로덕션이 그 영화를 제작할 것이라고 보도했다. 2012년 1월 5일에는 스티븐 퀘일이 이름이 정해지지 않은 토네이도 스릴러 영화의 감독을 맡았다는 것이 알려졌다. 2012년 4월 24일 버라이어티는 뉴 라인 시네마가 EF-6급 대형 토네이도에 대한 영화 개발을 시작했다고 보도했다. 2012년 8월 23일에 블랙 스카이라는 이름이 정해졌지만, 2013년 9월 24일에 뉴 라인 시네마는 인투 더 스톰으로 이름을 수정하고, 2014년 8월 8일을 개봉일로 잡는다.
2012년 5월 19일 미시간주, 폰티액에서 공개 캐스팅이 열린다. 5월 24일에 얼리샤 데브넘케리는 영화에서 여자 주연을 맡기로 계약한다. 뉴 라인 시네마는 6월 1일에 알렌 에스카페타와, 6월 22일에 세라 웨인 캘리스와 계약한다. 또한 7월 2일에 네이선 크레스, 7월 11일에 리처드 아미티지와 계약한다. 7월 13일에는 맥스 디컨과, 8월 1일에는 맷 월시와 계약한다.
2012년 7월 디트로이트에서 본 촬영이 시작되었으며, 2012년 8월 13일에는 로체스터에서 영화를 촬영했다. 또한 오크뷰 중학교와 오클랜드 대학교에서도 촬영이 진행되었다. 브라이언 타일러가 음악을 작곡했으며, 2014년 8월 5일에 사운드트랙이 발매되었다.